# Chloroclystis magnimaculata
Chloroclystis magnimaculata är en fjärilsart som beskrevs av Alfred Philpott 1915. Chloroclystis magnimaculata ingår i släktet Chloroclystis och familjen mätare. Inga underarter finns listade i Catalogue of Life.